# Шеклтон, Николас
Николас Джон Ше́клтон (англ. Nicholas John Shackleton; 23 июня 1937, Лондон — 24 января 2006, Кембридж) — видный британский английский учёный-геолог, пионер палеоклиматологии, а также палеоокеанолог, специалист по четвертичному периоду, чьи исследования определили циклы ледникового периода и роль парниковых газов.
Связал с Кембриджским университетом всю свою жизнь, его выпускник и эмерит-профессор. Член Лондонского королевского общества (1984), иностранный член Национальной академии наук США (2000).
Рыцарь с 1998 года.
Лауреат международных и престижных наград, в частности, премий Крафорда (1995), Ветлесена (2004), Blue Planet (2005).

## Биография
Сын видного геолога Robert Millner Shackleton, эмерит-профессора Лидского университета и члена Лондонского Королевского общества; приходился дальним родственником Эрнесту Шеклтону.
Окончил кембриджский Клэр-колледж в 1961 году со степенью бакалавра физики; там же, в Кембридже, в 1964 году получил степень магистра, а в 1967 году — степень доктора философии по геофизике, с тезисами «Измерение палеотемператур в четвертичную эру» («The Measurement of Palaeotemperatures in the Quaternary Era»). С 1965 года работал в Кембриджском университете — в подразделении-предшественнике Института им. Гудвина при нём, его ассистент-директор по исследованиям в 1972-87 годах, директор с 1988 года — с 1995 года и до выхода в отставку в 2004 году директор Института им. Гудвина исследований четвертичного периода (Goodwin Institute for Quaternary Research). Одновременно с 1987 года лектор Кембриджского университета, затем там же в 1991—2004 годах профессор палеоклиматологии четвертичного периода кафедры наук о Земле (эмерит); исследовательский фелло Клэр-колледжа (1974-80), затем его фелло (1980—2004, эмерит). В 1974—1975 гг. приглашённый учёный в Lamont–Doherty Earth Observatory в Нью-Йорке и в 1975—2004 гг. её старший ассоциированный исследователь. В 1998—2003 годах президент Международного союза по изучению четвертичного периода, а перед тем вице-президент.
Член-основатель Европейской академии (1988). Фелло Американского геофизического союза (1990). Иностранный член Нидерландской королевской академии наук (2001). Почётный член Европейского союза наук о Земле (2003).
Занимался у него Марк Маслин.
Был женат дважды, первый раз — развелись в 1977 (по др. данным — в 1986), второй — стал вдовцом в 2002 году.
Отмечают, что его второй любовью — после науки — являлась музыка, он сам играл на кларнете, занимался его историей и публиковал по ней статьи, став видным специалистом в этой области, а также собрал крупнейшую в мире коллекцию этого инструмента (после его смерти была передана Эдинбургскому университету), а ещё он вёл курс по физике музыки в Кембридже.
Скончался у себя дома от лейкемии.
Международный союз по изучению четвертичного периода учредил в его честь медаль Николаса Шеклтона (INQUA Sir Nicholas Shackleton Medal) для выдающихся молодых учёных специализирующихся по четвертичному периоду, и в 2007 году состоялось первое награждение ею.
Автор более 200 научных работ, в том числе в Nature и Science. Среди его соавторов Maureen Raymo.

## Награды[14]
- 1985 — Carus-Medaille[нем.] Леопольдины
- 1985 — Francis P. Shepard Medal for Marine Geology, Society for Sedimentary Geology[англ.]
- 1987 — Медаль Лайеля Геологического общества Лондона
- 1990 — A.G. Huntsman Award for Excellence in the Marine Sciences[англ.], Bedford Institute of Oceanography, Канада
- 1995 — Премия Крафорда Шведской королевской АН
- 1996 — Медаль Волластона Геологического общества Лондона
- 1999 — Медаль Милутина Миланковича (Milutin Milankovic Medal) Европейского Геофизического общества
- 2002 — Maurice Ewing Medal[англ.] Американского геофизического союза
- 2003 — Королевская медаль Лондонского Королевского общества
- 2003 — Urey Medal[англ.], Европейская ассоциация геохимии (European Association of Geochemistry)
- 2004 — Премия Ветлесена
- 2005 — Золотая медаль, Королевское географическое общество
- 2005 — Премия Голубая планета

Почётный доктор университетов Канады и Швеции, в частности, Стокгольмского университета (1997).